# Gioda
Il gioda è un formaggio e prodotto tipico piemontese. Rientra nell'elenco dei prodotti agroalimentari tradizionali italiani (PAT) del ministero delle politiche agricole alimentari e forestali.

## Storia
Il gioda nacque nel 1928 da un'idea del professor Alessandro Gioda, direttore della cattedra ambulante e del comizio agrario di Mondovì. Egli studiò una nuova tecnica di produzione casearia che prevedeva una cottura parziale (o semicottura) delle tome, cioè il riscaldamento della pasta dopo la rottura della cagliata, allo scopo di sfruttare le mungiture durante la stagione invernale, creando così un formaggio adatto sia al consumo domestico che al commercio. Questo formaggio veniva prodotto nell'alta Val Tanaro, principalmente nel comune di Alto e nei comuni di Beinette, Monchiero e Fossano.

## Procedimento di produzione
Al latte crudo (alla temperatura di 30° in inverno e 32° in estate) viene aggiunto il caglio di vitello liquido. Successivamente la cagliata viene rotta alle dimensioni di una noce, poi viene riscaldata a 38°. Segue un riposo di circa 15 minuti, e la pasta viene estratta e inserita negli stampi, dove viene pressata manualmente. Dopo avviene un'ulteriore pressatura, che dura 12 ore, e la salatura a secco. Il prodotto finito ha forma cilindrica, dal diametro di circa 20 cm, con crosta ruvida, molto sottile ed elastica. Il peso può variare da 1,8 a 2,5 kg. La fase di stagionatura dura circa un mese.

## Zone di produzione
Oggi questo formaggio viene prodotto in tutta la provincia di Cuneo, principalmente nel Monregalese.

## Abbinamenti
Si adatta al condimento di risotti, verdure gratinate e alla preparazione di fondute.